# Asteroide de tipo M

Imagen de radar del asteroide de tipo M (216) Kleopatra

Los asteroides de tipo M son asteroides de composición parcialmente conocida, siendo moderadamente brillantes (albedos entre 0,1 y 0,2). Algunos, aunque no todos, están compuestos de níquel y hierro, ya sean puros o mezclados con pequeñas cantidades de rocas. Se cree que estos son trozos del núcleo metálico de otros asteroides diferentes que fueron fragmentados por impactos, y se supone que son el origen de los meteoritos metálicos. Los asteroides de tipo M son el tercer tipo más común de asteroides.
También hay algunos tipo M cuya composición es incierta. Por ejemplo, el asteroide Calíope tiene una densidad, conocida con precisión, que es mucho más baja que la que cabría esperar para un objeto metálico sólido incluso para un conglomerado sólido de metal. Calíope y Lutecia tienen características en sus espectros electromagnéticos que sugieren la presencia de minerales hidratados y silicatos, albedos anormalmente bajos de radar incompatibles con una superficie metálica, así como las características más en común con los asteroides de tipo C. Es decir una gran variedad de asteroides de tipo M no encajan bien en un perfil de cuerpo metálico.

## Historia de las observaciones

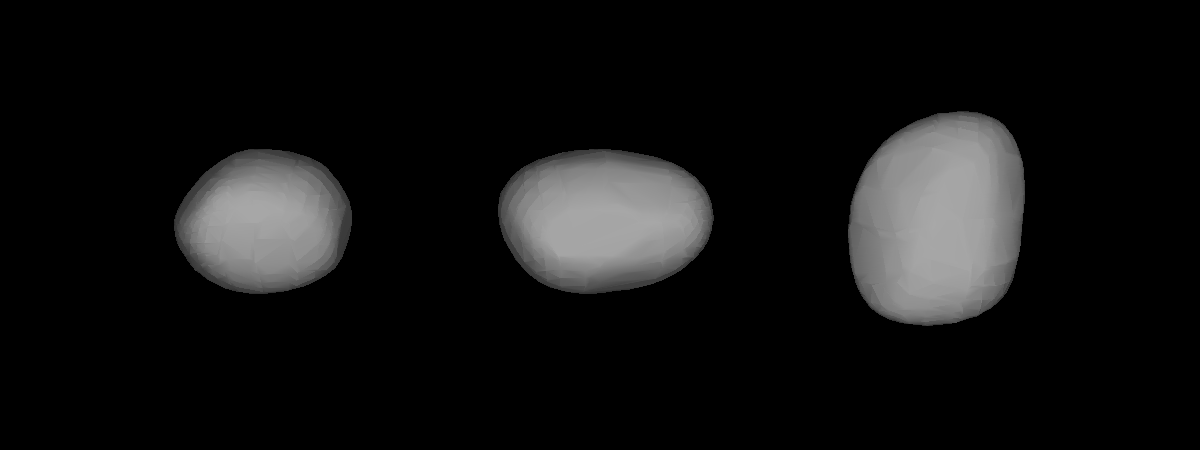
Muestras

El asteroide Psique es el mayor de los del tipo M, y no parece ser metálico. Lutecia, otro probablemente cuerpo no metálico, fue el primer asteroide de tipo M en ser fotografiado por una nave espacial cuando la sonda espacial Rosetta lo visitó el 10 de julio de 2010. Otro de tipo M, Cleopatra, fue fotografiado por el radar del observatorio de Arecibo en Puerto Rico y tiene una forma similar a la de un hueso de perro.
El tipo M fue uno de los tres tipos de asteroides básicos que se usó en las primeras clasificaciones —los otros son los tipos S y C— y fue pensado para indicar un cuerpo metálico.